# Наука в Японии

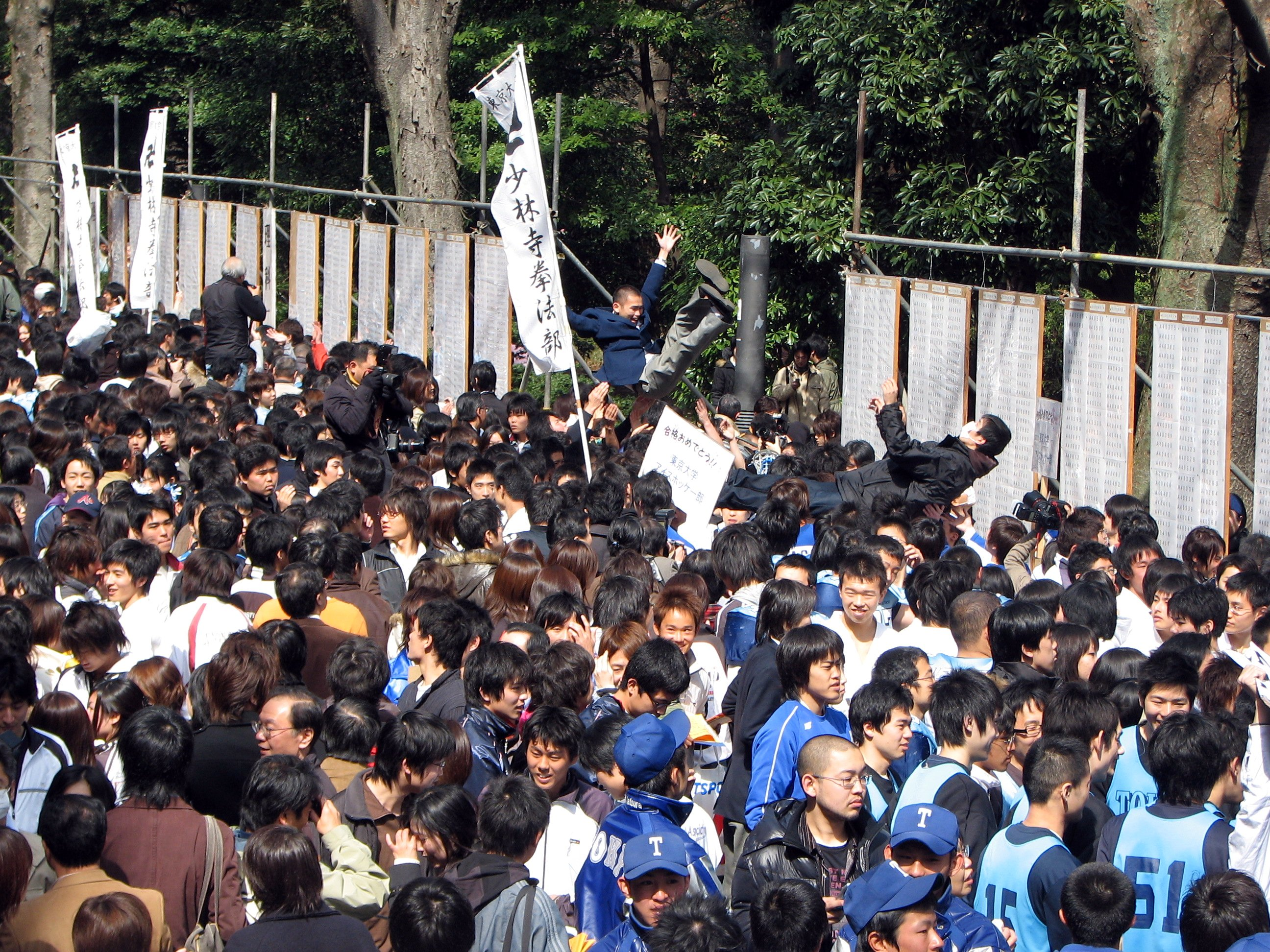
Абитуриенты Токийского университета ждут результаты экзаменов

Япония — одна из стран-лидеров мировой научной мысли. Страна имеет стабильно высокие позиции в самых разнообразных областях, среди которых высокие технологии и автомобилестроение, энергосбережение и робототехника, медицина и исследования космоса.
В древности и средневековье, будучи отделённой от всего остального мира, страна развивалась под влиянием сильных культур своих ближайших соседей — Китая и Кореи, но в середине XVI века завязалась оживлённая торговля с европейцами, в частности, с Испанией и Португалией. Заезжие купцы привезли с собой огнестрельное оружие и христианство. Обращённые в новую религию и хорошо вооружённые мятежники подняли восстание. После того, как оно было подавлено, сёгун принял решение о политике изоляционизма — сакоку (яп. 鎖国, букв. «страна на замке»). Он приказал закрыть въезд в государство, запретил пришлую религию и литературу, выслал чужеземцев и на долгие века практически изолировал Японию от внешнего влияния, поддерживая торговые отношения только с Нидерландами и Китаем.

## Рангаку
Однако европейская наука всё же проникала в Японию. Голландская торговая фактория, расположенная на маленьком островке Дэдзима в гавани Нагасаки, стала источником информации, известной как рангаку («голландские науки» яп.). Власти Японии, однажды обжёгшись на христианстве, первое время считали эти знания опасными. Перевод голландских книг был строго монополизирован и осуществлялся узким кругом специально обученных переводчиков, переписывавших западные знания на японский лад. Основные области изучения включали в себя географию, медицину, естественные науки, астрономию, искусство, иностранные языки, изучение электрических явлений и механики. Благодаря полученным знаниям в XVIII веке были созданы вадокэи — часы с боем, одно из первых изобретений японцев в области технологий. Ослабление изоляционной политики в начале XVIII века, равно как и грамотность большей части японцев, способствовали широкому распространению и популяризации европейского научного знания. В это же время в государстве появились заграничные новинки — телескопы, микроскопы, насосы, механические часы и другие передовые изобретения. Наибольший интерес для японцев представлял опыт Европы в области медицины, а также электричество, активно осваиваемое западными учеными. Именно рангаку дали возможность Японии в кратчайшие сроки наверстать упущенное время и очень быстро выйти на один уровень с Европой в области научных знаний.

## Реставрация Мэйдзи
В 1868 году император Муцухито, взявший имя Мэйдзи («просвещенное правительство» яп.), вновь открыл границы Японии для европейцев, и страну мощным потоком захлестнули достижения западной цивилизации. Важность многовековых традиций отошла на второй план по сравнению с желанием как можно быстрее перенять, изучить и использовать все полученные знания, товары и технологии. Японцы за небольшой отрезок времени получили множество новых сведений о естественных науках, строении мира, космосе и функциях человеческого организма.
Западные науки и технологии детально изучались в школах и, в результате этого, в кратчайшие, с точки зрения мировой истории, сроки, японцы настолько хорошо освоили полученные сведения, что смогли использовать их для самостоятельного развития. Именно благодаря этому стал возможен колоссальный индустриальный скачок, сделанный Японией в период Мэйдзи.

## Вторая половина XX века
Японское экономическое чудо 50 — 60-х годов — небывалый подъём в экономике страны после поражения во Второй Мировой войне, также во многом обусловлен развитием науки. Благодаря открытиям и разработкам японских учёных, а также масштабным закупкам технологий и патентов за рубежом страна очень быстро стала одной из наиболее значимых фигур на мировом рынке. Рост экономических показателей в этот период составил более, чем 10 % в год.
Для того, чтобы научное и техническое развитие государства оправилось от разрушительных последствий Второй Мировой войны, была применена стратегия, уже использованная однажды в эпоху Мэйдзи. Развитие науки и техники своими силами требовало колоссальных затрат и, главное, многих лет, что грозило серьёзным экономическим отставанием. За 30 лет, с 1949 года, Япония приобрела в общей сложности 34 тыс. лицензий и патентов у западных коллег. Они были творчески доработаны японцами и, что самое главное, быстро внедрены в производство. Первое время владельцы западных фирм не воспринимали Японию как потенциального конкурента, поэтому продавали патенты и лицензии буквально за копейки. В результате создание научно-технического потенциала обошлось Японии всего в 78 млрд. долларов, причём ученые уложились в кратчайшие сроки. Эффективность такой стратегии оценивается от 400 % в целом, до 1800 % — в отдельных отраслях. На рубеже 60-70 годов опомнившийся Запад прекратил научно-техническую подпитку японского конкурента, но к этому времени Япония уже создала собственную базу НИОКР.

## Современность
1990-е годы стали для Японии «потерянным десятилетием», принёсшим значительные экономические трудности, отразившиеся и на уровне науки в стране. Политика использования внешних источников инноваций в условиях усилившейся конкуренции, особенно со стороны КНР, привела к значительному отставанию в темпах развития передовых отраслей экономики. Для преодоления негативных экономических и социальных тенденций Правительство Японии начало в середине 1990-х разрабатывать новые принципы в организации образования и научных исследований. В 1995 году был принят Основной закон о науке и технологиях, впервые уполномочивший Правительство утверждать пятилетние «Базовые планы научного и технического развития». В апреле 2021 года вступил в силу Основной закон о науке, технологиях и инновациях, расширенная версия Закона 1995 года.   

## Астрономия в Японии
Астрономия в Японии является не только академическим занятием, но и одним из самых распространенных наукоёмких хобби. Только официально более 120 обсерваторий зарегистрировано в Центре малых планет на территории Японии. Основные направления японских любителей астрономии: поиск и исследование вспышек Новых и сверхновых звезд, поиск комет (и их исследования) и астероидов, а также наблюдения покрытий звёзд астероидами. Ярчайшие достижения японских любителей — кометы C/1996 B2 (Хякутакэ) и C/1965 S1 (Икэя — Сэки).
Некоторые из непрофессиональных (как частные, так и муниципальные) обсерваторий Японии:
| - YGCO (станция Тиёда) - Астрономическая обсерватория Гэкко - Обсерватория Китами - Обсерватория Нихондайра - Оидзумианская обсерватория | - Станция JCPM Якиимо - Сендайская астрономическая обсерватория - Астрономическая обсерватория Дайник - Обсерватория Гэйсэй - Обсерватория Йории - Обсерватория Уэнохара |  |

## Крупнейшие вузы
- Государственные университеты
  - Токийский университет
  - Киотский университет
  - Осакский университет
  - Хоккайдский университет
- Частные университеты: Большинство расположено в Токио
  - Университет Васэда
  - Университет Мэйдзи
  - Университет Токай
  - Университет Хосэй
  - Университет Кэйо

## Нобелевские лауреаты
- Физика: Хидэки Юкава (1949), Синъитиро Томонага (1965), Лео Эсаки (1973), Масатоси Косиба (2002), Макото Кобаяси(2008), Тосихидэ Маскава (2008), Йоитиро Намбу (2008), Исаму Акасаки(2014), Хироси Амано (2014), Сюдзи Накамура (2014), Такааки Кадзита (2015).
- Химия: Кэнъити Фукуи (1981), Хидэки Сиракава (2000), Рёдзи Ноёри (2001), Коити Танака (2002), Осаму Симомура (2008), Эйити Нэгиси (2010), Акира Судзуки (2010).
- Медицина: Сусуму Тонэгава (1987), Синъя Яманака (2012), Сатоси Омура (2015), Ёсинори Осуми(2016), Тасуку Хондзё (2018)
- Литература: Ясунари Кавабата (1968), Кэндзабуро Оэ (1994).
- Премия мира: Эйсаку Сато (1974).